# Raïon de Sloutsk
Le raïon de Sloutsk (en biélorusse : Слуцкі раён, Sloutski raïon ; en russe : Слуцкий район, Sloutski raïon) est une subdivision de la voblast de Minsk, en Biélorussie. Son centre administratif est la ville de Sloutsk.

## Géographie
Le raïon couvre une superficie de 1 821,12 km2, dans le sud de la voblast. Il est limité au nord par le raïon d'Ouzda et le raïon de Poukhavitchy, à l'est par le raïon de Staryïa Darohi, au sud par le raïon de Liouban et le raïon de Salihorsk, et à l'ouest par le raïon de Kapyl.

## Histoire
Le raïon de Sloutsk a été créé le 17 juillet 1924.

## Population

### Démographie
Les résultats des recensements de la population (*) font apparaître une croissance jusqu'aux années 1990. Dans les premières années du XXIe siècle, la population du raïon a au contraire nettement diminué :
Recensements (*) ou estimations de la population :
| 1959*  | 1970*   | 1979*   | 1989*   | 1999*   | 2009*  |
| ------ | ------- | ------- | ------- | ------- | ------ |
| 92 974 | 100 644 | 101 872 | 104 979 | 105 125 | 95 106 |

### Nationalités
Selon les résultats du recensement de 2009, la population du raïon se composait de trois nationalités principales :
- 89,86 % de Biélorusses ;
- 6,4 % de Russes ;
- 1,42 % d'Ukrainiens.

### Langues
En 2009, la langue maternelle était le biélorusse pour 68,5 % des habitants du raïon de Sloutsk et le russe pour 28,06 %. Le biélorusse était parlé à la maison par 35 % de la population et le russe par 59,8 %.